# ヴィーチ石
ヴィーチ石（ヴィーチせき、Veatchite）は珍しいホウ酸ストロンチウム鉱物で、化学式はSr2B11O16(OH)5・H2Oである。ヴィーチ石-Aとヴィーチ石-pの2種の多形体の存在が知られている。
ヴィーチ石は1938年にロサンゼルス郡のTick Canyonにあるスターリングホウ砂鉱山で発見され、1856年にカリフォルニア州のホウ素鉱床の存在に気付いた医師のジョン・A・ヴィーチ(en:John Veatch)にちなんで命名された。